# ایون تارانو
ایون تارانو (رومانیایی: Ion Țăranu؛ زادهٔ ۱۴ مارس ۱۹۳۸) کشتی‌گیر اهل رومانی است.
وی در مسابقات کشوری و بین‌المللی در مجموع برندهٔ ۱ مدال نقره، ۱ مدال برنز شده‌است.